# Бюро по делам индейцев
Бюро по делам индейцев (англ. Bureau of Indian Affairs, BIA) — агентство Федерального правительства США, подчинённое Министерству внутренних дел. Основано 11 марта 1824 года. Бюро отвечает за выполнение федеральных законов и политики, касающихся коренных американцев и уроженцев Аляски, а также за администрирование и управление более чем 225 000 км² индейских резерваций находящихся в доверительном управлении федеральным правительством США для коренных народов. Оно оказывает услуги примерно 2 миллионам коренных американцев в 574 признанных на федеральном уровне племенах. Бюро управляется директором и контролируется помощником министра по делам индейцев, который подчиняется министру внутренних дел США.
Бюро сотрудничает с правительствами племён, помогая осуществлять правоохранительную деятельность и правосудие; содействовать развитию сельского хозяйства, инфраструктуры и экономики; улучшать управление племенами; управлять природными ресурсами; и в целом повышать качество жизни в племенных общинах. Образовательные услуги предоставляются Бюро образования индейцев — единственным другим учреждением, подчиняющимся помощнику госсекретаря по делам индейцев, — в то время как за здравоохранение отвечает Министерство здравоохранения и социальных служб США через свою Службу здравоохранения индейцев.

## История

### Ранняя история
Первые индейские агентства возникли в 1775 году, когда Второй Континентальный конгресс учредил три агентства для коренных американцев. Бенджамин Франклин и Патрик Генри были назначены одними из первых уполномоченных для заключения договоров с индейскими племенами, чтобы добиться их нейтралитета во время войны за независимость. В 1789 году Конгресс США передал отношения с коренными американцами в ведение новообразованного Военного министерства. К 1806 году Конгресс учредил Управление индейской торговли в рамках Военного министерства, которому было поручено поддерживать систему факторий по торговле пушниной при правительстве Соединённых Штатов. С 1816 по 1822 год этот пост занимал Томас Маккенни. Американские власти разрешали торговцам иметь некоторый контроль на индейских землях и получать долю в прибыльной торговле.
Отмена системы правительственных факторий создала проблемы с коренными американцами. Чтобы поддерживать отношения с коренными народами, военный министр США Джон Колдуэлл Кэлхун 11 марта 1824 года создал Управление по делам индейцев без обсуждения в Конгрессе. Первым официальным главой управления был назначен Томас Маккенни.
Вытеснения коренных американцев на земли западнее реки Миссисипи начались с началом XIX века, а в 1830 году Конгрессом США был принят Закон о переселении индейцев. Президент Эндрю Джексон и Джон Колдуэлл Кэлхун разработали план изгнания индейцев на Запад. Через два года после принятия закона о переселении коренных американцев Конгресс учредил должность уполномоченного по делам индейцев. Обеспечение новообразованных резерваций продовольствием перешло к агентству. В 1849 году Управление по делам индейцев было передано Министерству внутренних дел США. В 1869 году Эли Сэмюэл Паркер стал первым коренным американцем, назначенным уполномоченным по делам индейцев. В августе 1871 года он ушёл в отставку после того, как его обвинили в нарушениях при закупке продовольствия для племён, находящихся под угрозой голода.

### Эпоха ассимиляции
Начиная с 1880 года, управление брало на себя всё больше и больше обязанностей в индейских резервациях. Агентство стало отвечать за образование, здравоохранение, защиту окружающей среды, управление землями, судебную систему, а также за обслуживание коренного населения. В 1887 году Конгресс США принял Акт Дауэса, который преследовал несколько целей: разрушение индейских племён как социальной единицы; поощрение индивидуальной инициативы; продвижение прогресса фермерства коренных жителей; уменьшение затрат на содержание резерваций; разделение земель резерваций на индивидуальные участки и получение прибыли с продажи оставшейся территории в руки белых поселенцев. Индейцы должны были стать фермерами, и, таким образом, по официальному мнению, им потребуется гораздо меньше земли, чем им надо было для своего традиционного образа жизни охотников-собирателей. Участок земли должен был находиться в доверительном управлении агентства до тех пор, пока индейцы не научатся владеть им как евроамериканцы. Сами коренные американцы в основном выступали против фермерской жизни, особенно жители Северных равнин. В результате индейцы потеряли 365 000 км² своих территорий. Закон Дауэса оказал отрицательное влияние на коренных американцев — потеря земель и распад традиционного руководства племён привели к негативным культурным и социальным последствиям, акт Дауэса стал одной из самых разрушительных мер политики властей Соединённых Штатов в отношении индейцев.
В этот же период Управление по делам индейцев приняло решение обучать индейских детей в отдельных школах-интернатах, таких как Карлайлская индейская промышленная школа. С упором на ассимиляцию, которая запрещала им использовать языки, обычаи и культуру своих народов, в этих школах преподавали евроамериканскую культуру. Другим примером ассимиляции была племенная полиция Управления по делам индейцев, которая способствовала разрушению старых устоев и уменьшала власть прежних лидеров индейцев. После принятия акта Дауэса индейские агенты, сотрудники Управления по делам индейцев, вследствие лишения коренных американцев политических и гражданских прав, превращались в неконтролируемых администраторов в резервациях и имели практически неограниченную власть над своими подопечными.

### Реформы и реорганизация агентства
С принятием Закона о реорганизации индейцев в 1934 году обязанности Управления по делам индейцев изменились — его сотрудники теперь должны были помогать индейским племенам создавать собственные правительства. Продажа земли была остановлена и теперь агентство должно было помочь племенам выкупить часть проданной территории. Закон не отменил, но серьёзно ограничил практику передачи племенных земель в собственность отдельным членам племени и снизил масштабы потерь племенных земель в результате их продажи лицам, не принадлежавшим к племени. Благодаря этому закону, а также ряду других решений федеральных судов и правительства США, свыше 8000 км² земель были возвращены различным индейским племенам в течение первых 20 лет после принятия закона. Многие обязанности агентство передало правительствам племён. В 1947 году Управления по делам индейцев было переименовано в Бюро по делам индейцев.
С ростом активности коренных американцев в начале второй половины XX века и растущими требованиями обеспечения соблюдения договорных прав и суверенитета 1970-е годы были особенно бурным периодом в истории Бюро. Рост числа активистских групп, таких как Движение американских индейцев, обеспокоил американские власти. Протест индейцев выплеснулся из кулуаров Бюро и легислатур штатов на улицы американских городов и посёлков. В отдельных случаях, как это произошло в посёлке Вундед-Ни резервации племени оглала Пайн-Ридж, коренные американцы были вынуждены прибегнуть к вооружённому сопротивлению. В этой резервации Бюро было замешано в поддержке Дика Уилсона. Местные жители обвиняли его в использовании племенных фондов для создания частной военизированной организации Стражи народа оглала, которую он использовал против своих оппонентов. Уилсону инкриминировали также незаконное присвоении средств, запугивании избирателей на выборах 1974 года и другие правонарушения. Будучи подразделением правительства США с персоналом в индейских резервациях, полиция Бюро участвовала во многих политических акциях, в том числе и в перестрелке в Пайн-Ридже в 1975 году, когда был арестован активист движения американских индейцев Леонард Пелтиер.

### XXI век
В 2013 году Бюро сильно пострадало от сокращения финансирования в результате секвестра на 800 миллионов долларов, что особенно затронуло и без того недофинансируемую Службу здравоохранения индейцев. По состоянию на 2021 год большинство сотрудников Бюро по делам индейцев являлись коренными американцами.

## Главы бюро
В разное время бюро возглавляли:

### Главы Бюро по делам индейцев
- 1822—1824 Уильям Кларк
- 1824—1830 Томас Маккенни[англ.]
- 1830—1831 Сэмюэл Хэмилтон
- 2002—2004 Терри Вирден[12]
- 2004—2005 Брайан Поуг[13]
- 2005—2007 Патрик Расдейл[14]
- 2007—2010 Джерольд Гиднер[15] (оджибве)[4]
- 2010—2016 Майкл Блейк (оглала)[4]
- 2016—2017 Уэлдон Лаудермилк[16] (ассинибойны—сиу)[4]
- 2017—2018 Брайан Райс (чероки)[4]
- С 2018 по настоящее время Дэррил Лакаунт[17] (оджибве)[4]

### Уполномоченные по делам индейцев
- 1832—1836 Элберт Херринг
- 1836—1838 Кэри Харрис
- 1838—1845 Томас Хартли Кроуфорд[англ.]
- 1845—1849 Уильям Медилл[англ.]
- 1849—1850 Орландо Браун[англ.]
- 1850—1853 Люк Ли
- 1853—1857 Джордж Мэнипенни
- 1857—1858 Джеймс Денвер[англ.]
- 1858 Чарльз Илай Микс[англ.]
- 1858—1859 Джеймс Денвер[англ.]
- 1859—1861 Альфред Гринвуд[англ.]
- 1861—1865 Уильям Доул
- 1865—1866 Деннис Кули
- 1866—1867 Льюис Боги[англ.]
- 1867—1869 Натаниэл Грин Тейлор[англ.]
- 1869—1871 Эли Паркер (сенека)[4]
- 1871—1872 Фрэнсис Амаса Уокер
- 1873—1875 Эдвард Пармели Смит[англ.]
- 1875—1877 Джон Куинси Смит[англ.]
- 1877—1880 Эзра Хейт
- 1880—1881 Роуленд Троубридж[англ.]
- 1881—1885 Хайрам Прайс[англ.]
- 1885—1888 Джон Аткинс[англ.]
- 1888—1889 Джон Оберли
- 1889—1893 Томас Джефферсон Морган[англ.]
- 1893—1897 Дэниел Браунинг
- 1897—1904 Уильям Артур Джонс[англ.]
- 1904—1909 Фрэнсис Лупп
- 1909—1913 Роберт Валентайн
- 1913—1921 Като Селлс[англ.]
- 1921—1929 Чарльз Генри Берк[англ.]
- 1929—1933 Чарльз Роудс
- 1933—1945 Джон Коллиер[англ.]
- 1945—1948 Уильям Брофи
- 1948—1949 Уильям Циммерман (исполняющий обязанности)
- 1949—1950 Джон Николс
- 1950—1953 Диллон Майер[англ.]
- 1953—1961 Гленн Эммонс[англ.]
- 1961 Джон Ориен Кроу[англ.] (исполняющий обязанности)
- 1961—1966 Филлео Нэш[англ.]
- 1966—1969 Роберт Беннетт (онайда)[4]
- 1969—1972 Луис Брюс (мохоки—оглала)[4]
- 1973—1976 Моррис Томпсон[англ.] (атабаски)[4]
- 1976—1977 Бенджамин Райфел[англ.] (сиу)[4]

### Помощники министра внутренних дел по делам индейцев
- 1977—1978 Форрест Джерард (черноногие)[4]
- 1979—1981 Уильям Халлетт (оджибве)[4]
- 1981 Томас Фредерикс (временно исполняющий обязанности) (манданы—хидатса)[4]
- 1981—1984 Кеннет Смит (васко)[4]
- 1985—1989 Росс Суиммер[англ.] (чероки)[4]
- 1989—1993 Эдди Фрэнк Браун (папаго)[4]
- 1993—1997 Ада Дир[англ.] (меномини)[4]
- 1997—2001 Кевин Говер[англ.] (пауни)[4]
- 2001 Джеймс Х. Макдивитт (исполняющий обязанности)
- 2001—2003 Нил Маккалеб[англ.] (чикасо)[4]
- 2003—2004 Орен Мартин (исполняющая обязанности)
- 2004—2005 Дейвид Андерсон[англ.] (оджибве—чокто)[4]
- 2005—2007 Джим Кейсон (исполняющий обязанности)
- 2007—2008 Карл Артман[англ.] (онайда)[4]
- 2008—2009 Джордж Скибайн (исполняющий обязанности)
- 2009—2012 Ларри Эхо Хок[англ.] (пауни)[4]
- 2012 Дональд Лавердур[англ.] (исполняющий обязанности)
- 2012—2015 Кевин Уошберн[англ.] (чикасо)[4]
- 2016—2017 Лоуренс Робертс (исполняющий обязанности)[18]
- 2017 Майкл Блейк (исполняющий обязанности)[19] (оглала)[4]
- 2017—2018 Джон Тахсуда (исполняющий обязанности)
- 2018—2021 Тара Суини[англ.] (инупиаты)[4]
- С 2021 по настоящее время Брайан Ньюленд[англ.][20] (оджибве)[4]

### Помощник министра по делам индейцев
- 7 февраля 1973 — 4 декабря 1973 Марвин Франклин[21]